# Pancze Stojanow
Pancze Stojanow (mac. Панче Стојанов, ur. 23 czerwca 1975 w Strumicy) – północnomacedoński trener piłkarski i piłkarz grający na pozycji środkowego obrońcy lub defensywnego pomocnika. Były, dwunastokrotny, reprezentant Macedonii Północnej. W latach 2015–2018 trener Akademiji Pandew. 

## Sukcesy

### Klubowe zawodnicze
FK Rabotniczki
- Mistrz Macedonii Północnej: 2004/2005, 2005/2006

### Klubowe trenerskie
Akademija Pandew
- Mistrz drugiej ligi północnomacedońskiej: 2016/2017